# Cerbère
Cerbère é uma comuna francesa na região administrativa da Occitânia, no departamento dos Pirenéus Orientais. Estende-se por uma área de 8.18 km², com 1.351 habitantes, segundo o censo de 2018, com uma densidade de 170 hab/km².